# Sericanthe trilocularis
Sericanthe trilocularis är en måreväxtart som först beskrevs av Scott-elliot, och fick sitt nu gällande namn av Elmar Robbrecht. Sericanthe trilocularis ingår i släktet Sericanthe och familjen måreväxter.

## Underarter
Arten delas in i följande underarter:
- S. t. paroissei
- S. t. trilocularis